# غدير حبسه (مشرحات)
غدير حبسه (بالفارسية: غدیرحب سه) هي قرية تقع في إيران في قسم مشرحات الريفي. يقدر عدد سكانها بـ 146 نسمة .